# Acianthera luteola
Acianthera luteola là một loài phong lan.

## Hình ảnh

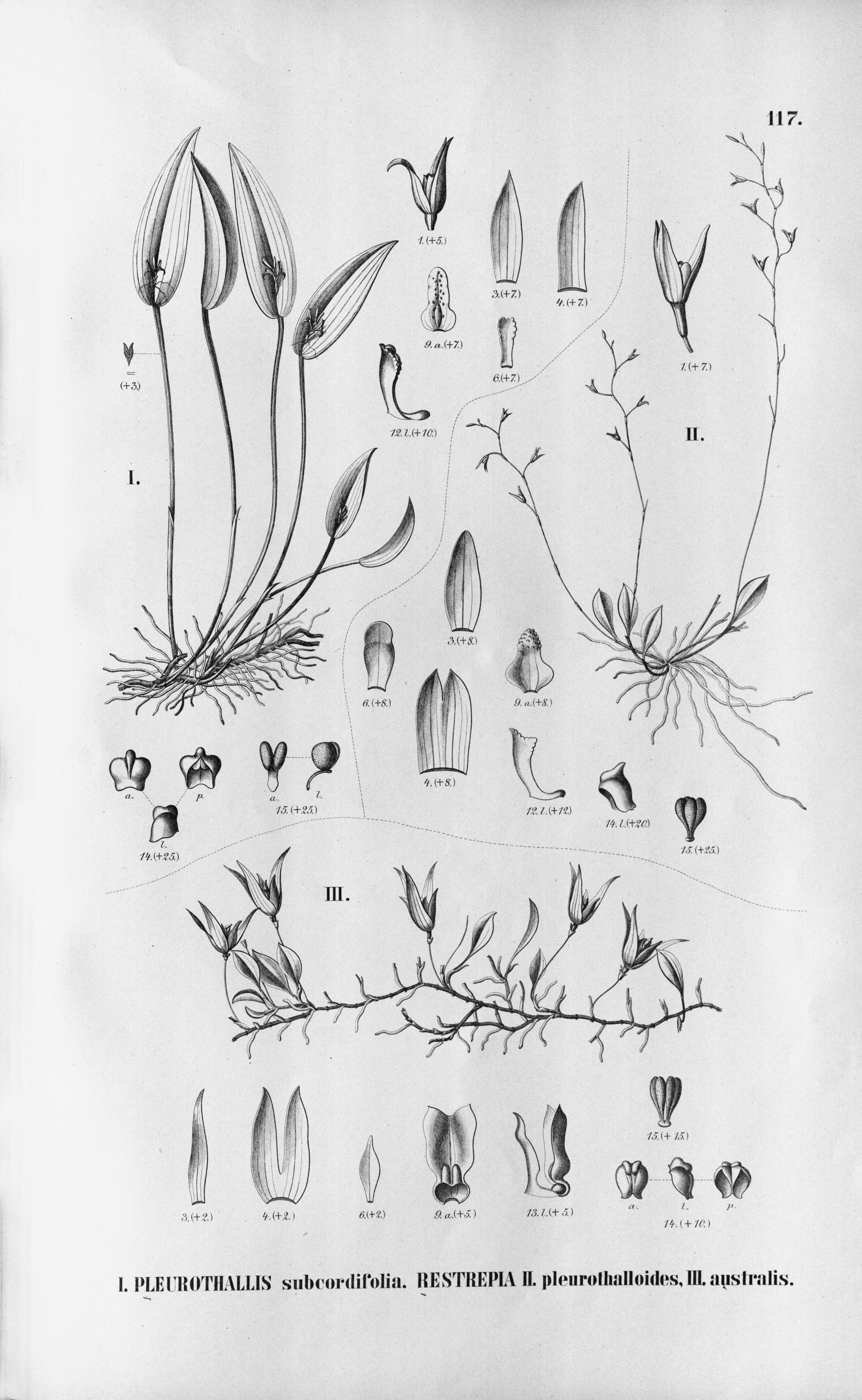
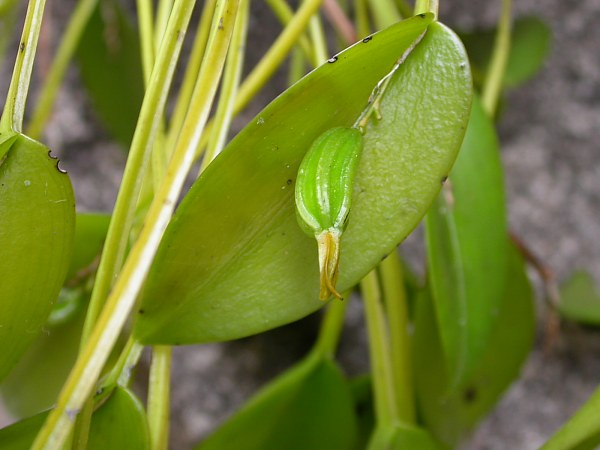
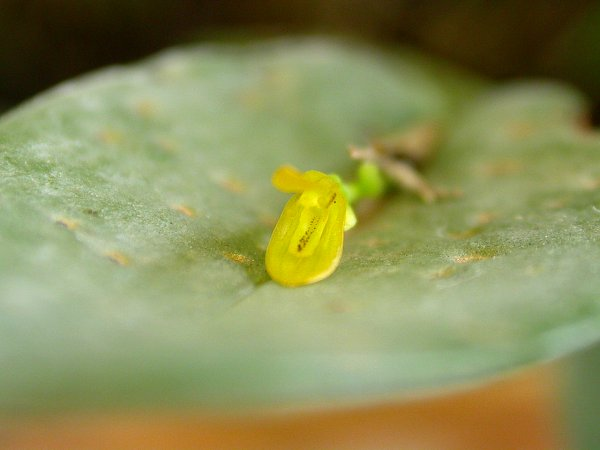
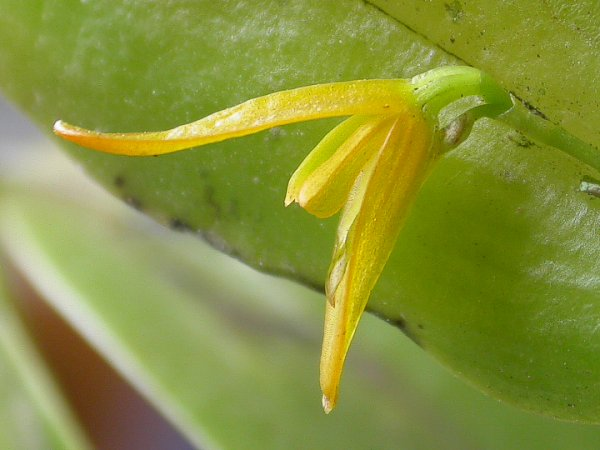